# 632 (číslo)
Šest set třicet dva je přirozené číslo. Následuje po čísle šest set třicet jedna a předchází číslu šest set třicet tři. Římskými číslicemi se zapisuje DCXXXII a řeckými číslicemi χλβ.

## Matematika
632 je:
- Deficientní číslo
- Složené číslo
- Šťastné číslo

## Astronomie
- (632) Pyrrha je planetka hlavního pásu, kterou objevil v roce 1907 August Kopff

## Roky
- 632
- 632 př. n. l.